# Циклическая АДФ-рибоза

Циклическая АДФ-рибоза, cADPR

Циклическая АДФ-рибоза (англ. Cyclic ADP Ribose, cADPR) — это циклический адениновый нуклеотид (как cAMP) с двумя фосфатными группами на 5' гидроксильной группе аденозина (как ADP), соединенный с другой молекулой рибозы по 5' положению. Это в свою очередь приводит к замыканию кольца, при этом образуется гликозидная связь с первым атомом азота того же аденозина, который девятым атомом присоединен гликозидной связью к другой рибозе (см. рисунок). cADPR образуется из никотинамидадениндинуклеотида (NAD+) ферментом ADP-рибозилциклазой (EC 3.2.2.5) и является частью системы вторичных посредников.

## Функция
cADPR это клеточный посредник в системе сигнализации Ca2+. cADPR увеличивыет выброс Ca2+ из саркоплазматического ретикулума (СР) за счёт активации его закачки в СР Ca2+-АТФазой (SERCA). Увеличение количества выброшенного из СР Ca2+ опосредовано снятием тормозящего влияния фосфоламбана на SERCA и последующим увеличением концентрации интралюминального Ca2+.

## Метаболизм
cADPR синтезируется из NAD+ бифункциональным ферментом семейства CD38 (которое также включает в себя ADP-рибозилциклазу). И этот же фермент может гидролизовать его до ADPR. Катализ осуществляется через ковалентно-связанный интермедиат. Реакция гидролиза ингибируется АТР и поэтому циклические формы APDR могут накапливаться.